# Eyrarbakki
Eyrarbakki é uma vila de pescadores na costa sul da Islândia, com uma população de cerca de 526 habitantes em 2018.